# 櫻井敬子
櫻井 敬子（さくらい けいこ、1964年（昭和39年）4月30日 - ）は、日本の法学者。専攻は行政法。学位は、博士（法学）（東京大学・1995年）（学位論文「国家財政の法構造 - 予備措置の規範的考察」）。学習院大学教授。

## 略歴
千葉県出身。1983年（昭和58年）に女子学院高等学校を卒業し、 1989年に東京大学法学部を卒業した。 1995年（平成7年）、学位論文「国家財政の法構造 - 予備措置の規範的考察」により、博士（法学）の学位を東京大学から授与された。
同年、筑波大学社会科学系専任講師、2003年（平成15年）学習院大学法学部教授。
2019年から国家公安委員会委員を務める。

## 著作

### 単著
- 『財政の法学的研究』（有斐閣、2001年（平成13年））
- 『行政法のエッセンス』（学陽書房、2007年（平成19年））
- 『行政救済法のエッセンス <第1次改訂版>』（学陽書房、2015年（平成27年））
- 『行政法講座』（第一法規出版、2010年（平成22年））
- 『行政法講座２』（第一法規出版、2015年（平成27年））

### 共著
- （高木光・橋本博之・常岡孝好）『条文から学ぶ行政救済法』（有斐閣、2006年（平成18年））
- （高木光・常岡孝好・橋本博之）『行政救済法　第２版』（弘文堂、2015年（平成17年））
- （橋本博之）『行政法』（第6版 弘文堂、2019年（令和元年））